# Axel Bruhn
Axel Bruhn (* 13. April 1904 in Hannover; † 31. Dezember 1983 in Hamburg) war ein Rechtsanwalt und Hamburger Politiker (CDU).

## Ausbildung und berufliche Tätigkeiten
Von 1910 bis 1922 absolvierte Bruhn das Realgymnasium in Harburg. Anschließend folgte das Studium der Chemie und der Rechte an der Friedrich-Alexander-Universität Erlangen und der Universität Hamburg. Das Referendarexamen legte er 1926 und das Assessorexamen 1930 jeweils in Hamburg erfolgreich ab.
Während seines Studiums wurde er Mitglied der Wehrschaft Cheruskia Hamburg, dem späteren Corps Irminsul, dem er bis zu seinem Tod angehörte.
Anschließend folgten Tätigkeiten am Reichspatentamt und bei der Staatsanwaltschaft in Hamburg. Im Oktober 1931 erhielt er die Rechtsanwaltszulassung in Hamburg. Von 1939 bis 1945 war er im Vorstand der „Deutschen Sprengchemie Berlin“ tätig.

## Politische Laufbahn
1953 wurde Bruhn zum Mitglied der Bezirksversammlung Hamburg-Harburg gewählt. Er gehörte der CDU seit 1946 an und war unter anderem Kreisvorsitzender in Harburg. 1957 erfolgte seine Wahl zum Abgeordneten der Hamburgischen Bürgerschaft. Bruhn blieb Abgeordneter in der 4. und der 5. Wahlperiode (1957–1966). Von 1962 bis 1966 war er Mitglied im Grundstücksausschuss und Schriftführer im Ausschuss für Stadtplanung, Bau- und Wohnwirtschaft. Von 1962 bis 1963 war er Mitglied im Sonderausschuss Hochwasserkatastrophe.